# اسکوفیلد (یوتا)
اسکوفیلد (به انگلیسی: Scofield) شهری در ایالت یوتا کشور ایالات متحده آمریکا است که جمعیت آن در سرشماری سال ۲۰۱۰ میلادی، ۲۴ نفر بوده‌است.